# Leichtathletik-Weltmeisterschaften 2009/Teilnehmer (Dominikanische Republik)
| Gelbes Symbol für Goldmedaillen mit stilisierten Olympischen Ringen | Graues Symbol für Silbermedaillen mit stilisierten Olympischen Ringen | Braundes Symbol für Bronzemedaillen mit stilisierten Olympischen Ringen |
| ------------------------------------------------------------------- | --------------------------------------------------------------------- | ----------------------------------------------------------------------- |
| —                                                                   | —                                                                     | —                                                                       |

Der Leichtathletik-Verband der Dominikanischen Republik stellte acht Athleten bei den Leichtathletik-Weltmeisterschaften 2009 in Berlin.

## Ergebnisse

### Männer

#### Laufdisziplinen
| Athlet                                                                                        | Disziplin    | Vorlauf     | Vorlauf | Viertelfinale      | Viertelfinale      | Halbfinale         | Halbfinale         | Finale             | Finale             |
| Athlet                                                                                        | Disziplin    | Zeit        | Platz   | Zeit               | Platz              | Zeit               | Platz              | Zeit               | Platz              |
| --------------------------------------------------------------------------------------------- | ------------ | ----------- | ------- | ------------------ | ------------------ | ------------------ | ------------------ | ------------------ | ------------------ |
| Carlos Jorge                                                                                  | 100 m        | 10,73 s     | 63      | nicht qualifiziert | nicht qualifiziert | nicht qualifiziert | nicht qualifiziert | nicht qualifiziert | nicht qualifiziert |
| Alvin Harrison                                                                                | 400 m        | 46,67 s     | 35      |                    |                    | nicht qualifiziert | nicht qualifiziert | nicht qualifiziert | nicht qualifiziert |
| Arismendy Peguero                                                                             | 400 m        | 46,13 s     | 29      |                    |                    | nicht qualifiziert | nicht qualifiziert | nicht qualifiziert | nicht qualifiziert |
| Félix Sánchez                                                                                 | 400 m Hürden | 48,76 s SB  | 5       |                    |                    | 48,34 s SB         | 4                  | 50,11 s            | 8                  |
| Arismendy Peguero Yoel Tapia Félix Sánchez Gustavo Cuesta nur Vorrunde Yon Soriano nur Finale | 4 × 400 m    | 3:02,76 min | 7       |                    |                    |                    |                    | 3:02,47 min        | 6                  |

#### Sprung/Wurf
| Athlet       | Disziplin  | Qualifikation | Qualifikation | Finale     | Finale |
| Athlet       | Disziplin  | Weite/Höhe    | Platz         | Weite/Höhe | Platz  |
| ------------ | ---------- | ------------- | ------------- | ---------- | ------ |
| Carlos Jorge | Weitsprung | NMW           | NMW           | –          | –      |

### Frauen

#### Laufdisziplinen
| Athletin      | Disziplin    | Vorlauf | Vorlauf | Halbfinale         | Halbfinale         | Finale             | Finale             |
| Athletin      | Disziplin    | Zeit    | Platz   | Zeit               | Platz              | Zeit               | Platz              |
| ------------- | ------------ | ------- | ------- | ------------------ | ------------------ | ------------------ | ------------------ |
| Yolanda Osana | 400 m Hürden | 59,18 s | 34      | nicht qualifiziert | nicht qualifiziert | nicht qualifiziert | nicht qualifiziert |